# شورش ناکاسندای
شورش ناکاسندای (به ژاپنی: 中先代の乱 なかせんだいのらん)، شورشی بود در ژوئیه ۱۳۳۵، میلادی که در آن هوجو توکی‌یوکی، پسر یتیم هوجو تاکاتوکی (چهاردهمین شیکن در شوگون‌سالاری کاماکورا)، ارتشی را برای بازگرداندن شوگون‌سالاری کاماکورا تشکیل داد که توسط سووا یوریشیگه، یک ملازم حمایت می‌شد. هوجو توکی‌یوکی تنها ۱۰ سال سن داشت (تئوری‌های مختلفی وجود دارد)، اما او آشیکاگا تادایوشی (برادر کوچکتر آشیکاگا تاکائوجی بنیانگذار شوگون‌سالاری آشیکاگا) را شکست داد و موفق شد کاماکورا را دوباره تصرف کند. به این دلیل که بین نسل قبلی (خاندان هوجو) و نسل بعدی (خاندان آشیکاگا) بود و به‌طور موقت کنترل کاماکورا را به دست گرفت، به این دلیل این شورش «ناکاسندای» به معنی «شورش بین دو نسل» نامیده می‌شود. علاوه بر این، از آنجا که این حکومت کاماکورا تنها حدود ۲۰ روز به طول انجامید، به نام هاتسوکاسندای نیز شناخته می‌شود.

## بررسی اجمالی

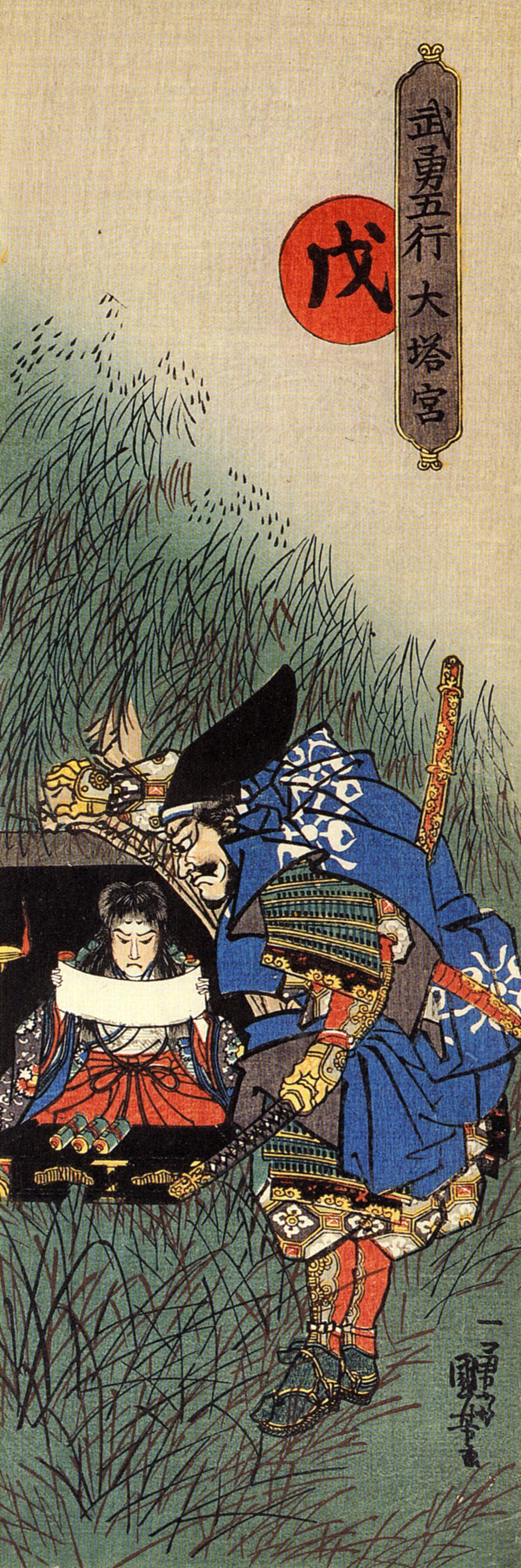
فوچیبه یوشیهیرو در حال کشتن شاهزاده موریناگا

هنگامی که هوجو تاکاتوکی در سال ۱۳۳۳ در کاماکورا خودکشی کرد و شوگون‌سالاری کاماکورا سقوط کرد، پسر دوم هوجو تاکاتوکی، جیرو هوجو توکی‌یوکی، که کودک بود، با حمایت موریتاکا سابورو، مخفیانه از کاماکورا فرار کرد و سووا موریستونه ، راهب معبد نیز در شینانو نیز او را پنهان کرد.
در سال دوم کنمو (۱۳۳۵)، سامورایی‌های محلی به تدریج از سیاست‌های دولت جدید بازسازی کنمو ناراضی شدند. علاوه بر این، عده‌ای بودند که به بدهی‌های قدیمی خود به خاندان هوجو که اکنون منقرض شده‌اند فکر می‌کردند و برای احیای آنها نقشه می‌کشیدند. آنها از باقی مانده‌های خاندان هوجو حمایت کردند و حوادث زیادی رخ داد که در آن آنها نیروها را در مکان‌های مختلف جمع کردند.
در ماه هشتم همان سال، هوجو توکی‌یوکی ارتشی را در شینانو تشکیل داد که توسط سووا موریستونه، پسرش توکیتسوگو و قبیله شیگنو حمایت می‌شد. او درگیر شد و ارتش شوگو سادامون اوگاساوارا را شکست داد و با شتاب به سمت کاماکورا پیشروی کرد. در طول راه، کسانی که از دولت جدید ناراضی بودند و کسانی که از خیرین قبیله هوجو بودند، به آن ملحق شدند و گفتند: «نیروهای ایزو، سوروگا، موساشی، کای و شینانو هرگز با یکدیگر کنار نمی‌آیند. او ارتش را رهبری کرد و با بیش از ۵۰۰۰۰ سرباز به کاماکورا حمله کرد.» (تایهیکی، جلد ۱۳).
ارتش راهپیمایی توکی در امتداد مسیر کاماکورا کایدو کامیچی پیش رفت و با ارتش آشیکاگا در اوناکاگهرا (شهر هیداکا)، کوتساشیهارا (شهر توکوروزاوا) و فوچو (شهر فوچو، توکیو) جنگیدند، اما برادران بزرگتر همسر آشیکاگا تادایوشی، یوشی یو شیبوکاوا و هیدتومو اویاما ضربات ویرانگری را از اونا کاگهرا متحمل شدند و خودکشی کردند.
در ۲۲ ژوئیه، آشیکاگا تادایوشی شخصاً برای ملاقات و حمله به دشمن در ایده نو ساوا در ولایت موساشی به جبهه رفت، اما دوباره شکست خورد و به تنهایی در زیر پوشش شب فرار کرد و به سمت غرب در امتداد توکایدو ادامه داد. کاماکورا بلافاصله در هرج و مرج فرورفت.
در ۲۵ ماه هشتم از سال ۱۳۳۳، هوجو توکی‌یوکی ارتش آشیکاگا را شکست داد و وارد کاماکورا شد.
آشیکاگا تادایوشی با استفاده از سردرگمی این شکست، به فردی به نام فوچیبه یوشیهیرو  (渕辺義博) دستور داد شاهزاده امپراتوری شاهزاده موریناگا را در سالن یاکوشی-دو که در آن زندانی بود، بکشد.